# Renaud de Cormont
Renaud de Cormont était un maître-maçon du Moyen Âge qui fut le troisième maître d'œuvre de la cathédrale Notre-Dame d'Amiens au XIIIe siècle.

## Biographie
Renaud de Cormont succéda à son père, Thomas de Cormont, en tant que maître d'œuvre de la cathédrale d'Amiens dans les années 1240. Il aurait impulsé une évolution architecturale aux parties supérieures du transept et du chœur par l’introduction d’un triforium vitré, de baies ajourées et de nouvelles formes décoratives.
Mais la minceur des colonnettes provoqua un effondrement des voûtes et des rosaces. Il fallut soutenir toute la moitié est du bâtiment par des poutres en bois, des chaînes en fer etc.
Le labyrinthe de la cathédrale d'Amiens, achevé en 1288, fut conçu sur le sol de la nef par Renaud de Cormont. C'est pour cette raison que les historiens de l'art l'ont comparé à Icare inspirés probablement par le labyrinthe et par le fait que son père avait auparavant travaillé avec lui sur le chantier de la cathédrale tout comme Dédale avait créé le labyrinthe pour que le Minotaure y soit enfermé.